# 生体電位
生体電位（せいたいでんい）とは生体信号の一種で動物や植物の生命活動に伴って生じる電位。

## 概要
菌類や単細胞生物も含めてあらゆる生物の活動で生体電位が生じるとされる。従来は据え置き式の装置でなければ生体電位の計測、取得は困難で用途は研究や医療診断関係に限られていたが、近年ではBITalinoのように測定装置の小型軽量化により応用範囲が広がり、ウェアラブルコンピュータにセンサが接続されて生体信号の取得、蓄積、分析が行われ、多様なアプリケーションが開発され、高齢者、障害者の自立支援等、適用範囲が拡大しつつある。

## 計測項目

### 心電図
拍動に伴う微小電流。

### 脳波
脳の活動に伴う微小電流。

### 筋電図
筋肉の活動に伴う微小電流。

### 皮膚電位
皮膚に生じる微小電流。

## 用途
- 診断
- 健康管理
- フィットネス
- リハビリ
- 介護ケア
- 健康維持

## 測定装置
- 生体情報モニタ
- 心電図モニタ
- 感性アナライザ
- ポリグラフ
- 嘘発見器